# Ладний Вадим Євстахійович
Вади́м Євста́хійович Ла́дний (27 грудня 1918 — 19 серпня 2011) — український архітектор, заслужений архітектор Української РСР, народний архітектор СРСР.

## Біографія
Народився 27 грудня 1918 року у Харкові. 
Брав участь у Німецько-радянській війні. Нагороджений медаллю «За відвагу» та орденом Вітчизняної війни II ступеня.
Член КПРС з 1946 року. 
У 1946 році закінчив Харківський інженерно-будівельний інститут. Отримав направлення до Києва. Працював у інституті «Київпроект». Зокрема, з 1979 по 1991 рік — начальником управління об’ємного проектування. 
У 1970 році отримав звання заслужений архітектор Української РСР, у 1984 — народний архітектор СРСР. 
Помер 19 серпня 2011 року у Києві.

## Архітектурна діяльність
- Київ:

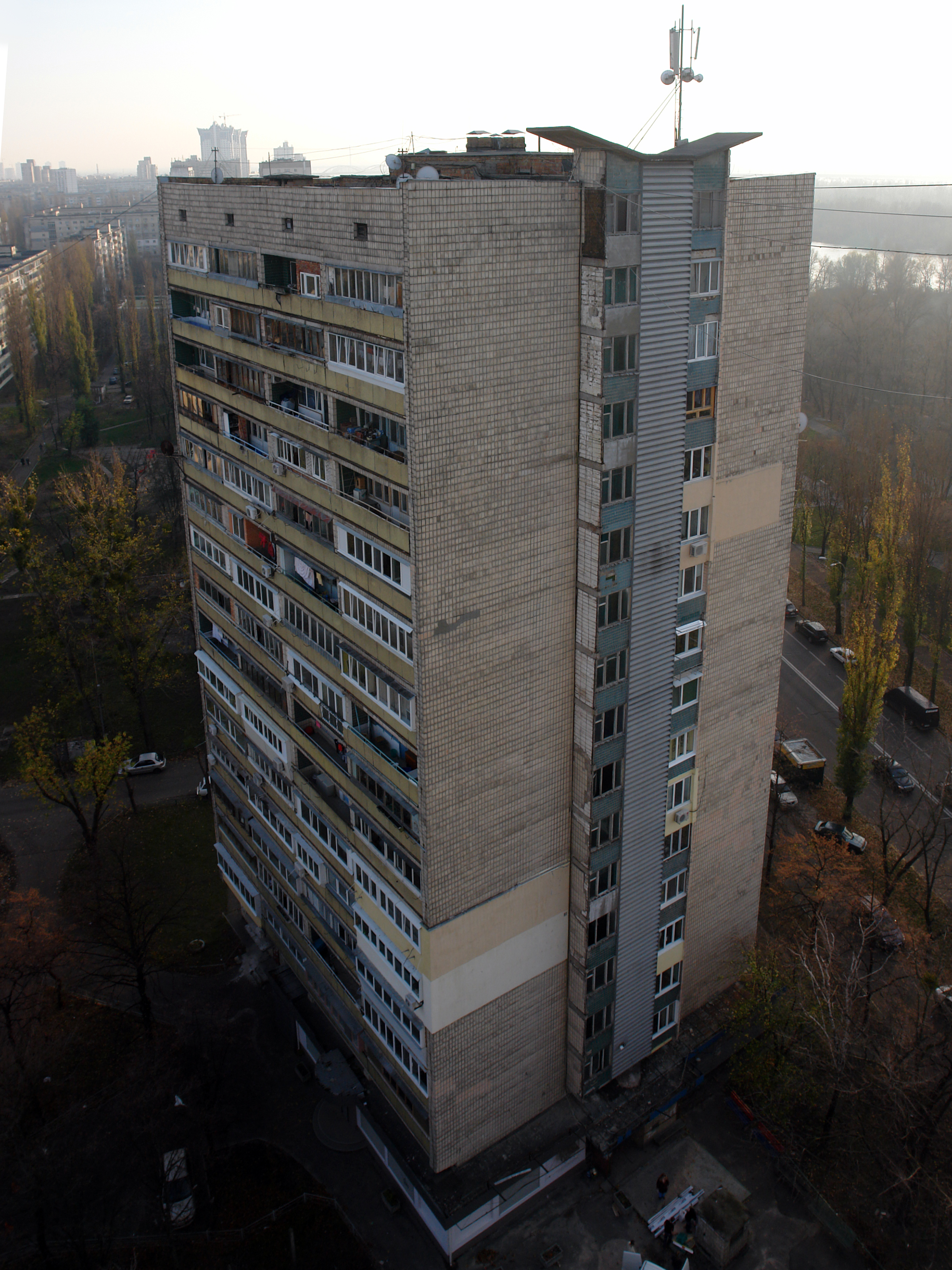
Київ, Русанівська наб., 16, 1970 р., у співавторстві з Г. Кульчицьким

- - Архітектурна і містобудівна частини мосту імені Євгена Патона (1953)
  - Головпопоштамт (1953-1958, у співавторстві)
  - Корпус гуманітарних інститутів НАНУ на вулиці Михайла Грушевського, № 4 (1953-1958)
  - Житловий будинок на вулиці Хрещатик, № 29, з кінотеатром «Орбіта» на першому поверсі (1955)
  - Житлова забудова шосе Брест-Литовського, № 1–7 (1960-1965)
  - Річковий вокзал (1961, у співавторстві)
  - Русанівський житловий район (1965-1970, у співавторстві)
  - Готель «Славутич» (1965-1970, у співавторстві)
  - Торговий центр та житлові будинки на проспекті Перемоги, № 9–33 (1965-1970)
  - Навчальні корпуси та студентські гуртожитки Університету імені Тараса Шевченка на проспекті Глушкова (1975-1990)
  - Республіканська бібліотека для дітей на вулиці Баумана, № 60 (1972)
  - Житловий район Оболонь з торговим центром і двома 20-поверховими експериментальними житловими будинками, що зводилися методом підйому поверхів (1974-1985)
  - Житловий будинок з магазином «Книга України» на вулиці Менжинського (1987)
  - Житловий будинок у Бессарабському проїзді (1995)